# Tattoed on My Brain
Tattoed on My Brain è un album in studio del gruppo rock scozzese Nazareth, pubblicato nel 2018.

## Tracce
1. Never Dance with the Devil - 3:00
2. Tattoed on my Brain - 2:49
3. State of Emergency - 3:41
4. Rubik's Romance - 4:05
5. Pole to Pole - 4:21
6. Push - 3:48
7. The Secret is Out - 5:30
8. Don't Throw Your Love Away - 3:37
9. Crazy Molly - 3:02
10. Silent Symphony - 3:48
11. What Goes Around - 4:00
12. Change - 3:56
13. You call Me - 6:10

## Formazione
- Carl Sentance - voce
- Jimmy Murrison - chitarre
- Robert Lehry - tastiera
- Pete Agnew - basso, cori
- Lee Agnew - batteria